# Schmallenbergvirus

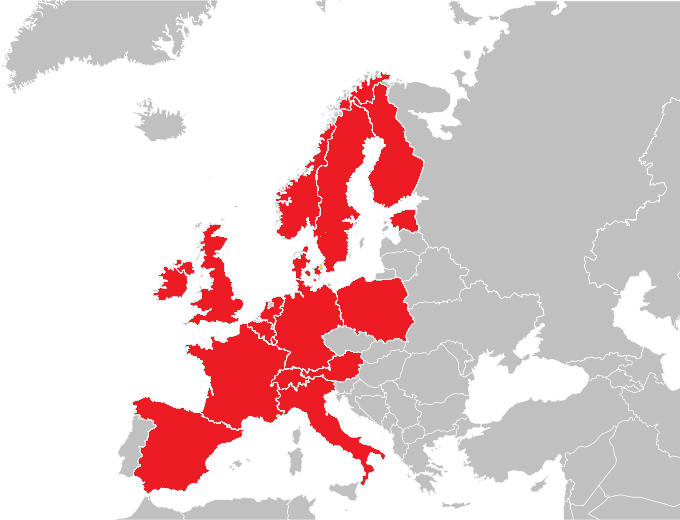
Schmallenbergvirusets utbredning i Europa i februari 2013.

Schmallenberg eller Schmallenbergvirus (SBV) är ett för Europa nytt[när?] vektorburet virus som sprids via knott och upptäcktes hos idisslare i Tyskland, Holland och Belgien under slutet av 2011. Namnet kommer från den tyska staden Schmallenberg, där viruset först upptäcktes hos infekterade mjölkkor. Senare upptäcktes även viruset hos får och getter. Antikroppar mot viruset har även hittats hos alpacka, bison, rådjur, kronhjort, dovhjort och mufflon. Några tydliga tecken på sjukdom har dock inte upptäckts hos de vilda klövdjuren. Schmallenbergvirusets ursprung är fortfarande okänt, men man vet att det bara funnits i Centraleuropa under en kortare tid eller att det nyligen införts eftersom det inte finns några bevis för att viruset funnits i Europa innan 2011. Under 2012 spred sig viruset till många andra europeiska länder inklusive Sverige. 
Schmallenbergviruset tillhör genuset orthobunyavirus och den serogrupp där Simbuvirus är prototypstam. Virusefamiljen Bunyaviridae innehåller fem genus varav orthobunyaviruset är ett. De övriga är Nairovirus, Phlebovirus, Hantavirus och Tospovirus. Orthobunyaviruset har ett enkelsträngat RNA-genom med negativ polaritet. Virusgenomet är uppdelat i tre olika segment betecknade L, M och S. Genomets sekvens bestämdes 2011 och finns nu tillgängligt på GenBank.

## Utbrott
Det första fallet av schmallenbergviruset kunde säkerställas i Tyskland under oktober 2011. Det spred sig därefter, under året, till Nederländerna och Belgien och vid slutet av 2012 även Storbritannien, Frankrike, Italien, Luxemburg, Spanien, Danmark, Sverige, Norge, Estland, Irland, Finland, Polen, Österrike och Schweiz. Redan i mitten på 2012 kunde 3745 fall fastställas i Europa.
I Tyskland har över 2000 fall rapporteras bland nötkreatur, får och getter. Det innebär att 0,8 % av alla kreatursbesättningar, 4,2 % av fårbesättningarna och 0,4 % av getbesättningarna i landet drabbats.
I december 2011 kunde virusinfektioner även fastställas i Nederländerna och Belgien. Infektioner hade då visat sig hos nötkreatur och får. Symptomen blev allt tydligare då antalet missbildade lamm ökade. Nederländerna införde därefter en anmälningsplikt av sjukdomsfall. 
Redan i oktober 2011 kunde man finna tecken på ett fåtal infektioner i Sveriges, men det var först i november 2012 man fann ett samband mellan symptom och infektion. Från de första bekräftade fallen fram till februari 2013 har totalt 32 infektionsfall i olika fårbesättningar fastställts.

## Symptom
Nötkreatur som blivit infekterade visar symptom likt feber och minskad mjölkproduktion. Detta sker främst under insektssäsongen, mellan april och november. Symptomen varar i cirka 1-6 dagar för att sedan avta. Hos får och getter är symptomen mer diffusa och är inte alltid så lätta att upptäcka, som hos kon. 
Om dräktiga kor eller får blir smittade under första trimestern, för kon vecka 8–14 och för får vecka 4–8, är risken stor att fostret tar skada av viruset. Dessa skador kan vara sådant som missbildningar. Det är inte ovanligt att kalvar och lamm är dödfödda eller aborteras i ett tidigt stadium. 
Vanliga missbildningar som kraftigt krökt ryggrad och förvridna ben uppstår till följd av förkortade senor. Även nervsystemet kan vara deformerat. I ett flertal fall har man hittat vätskefyllda cystor i hjärnan hos lamm. Detta har dock endast hittats i ett fall hos en kalv, vilket var i Belgien. Detta resulterade i förlamning och synskador hos kalven, symtom som man sedan kunde relatera med de från schmallenbergviruset. 

## Detektion
För att bestämma förekomst av viruset i ett djur tas ofta prover från storhjärnan och lillhjärnan. Men även blodprover och prover från mjälten kan användas för att säkerställa förekomst av Schmallenbergviruset genom att studera förekomst av antikroppar. Närvaron av virusets arvsmassa i olika typer av prov detekteras med realtids-PCR.

## Överföring
Schmallenbergviruset är vektorburet, vilket innebär att det sprids via insekter och då främst av svidknott. Eventuellt kan även andra stickande insekter sprida viruset. Sannolikt smittar viruset inte via kontakt eller via aerosol mellan djur utan bara via insektsvektorer. Däremot kan vertikal överföring ske då infekterade dräktiga hondjur överför viruset till fostret. Schmallenbergviruset är ingen zoonotisk patogen, vilket innebär att människor inte riskerar att smittas. Det finns dock personer som arbetat nära en infekterad besättning, som har uppvisat symptom likt yrsel, illamående och hudutslag. Det är dock inte fastställt att dessa symptom orsakats av Schmallenbergviruset. Studier har också visat att det inte är farligt att äta kött eller dricka mjölk som kommer från infekterade djur eller djur som varit infekterade. .

## Behandling
I nuläget finns inget vaccin för Schmallenbergvirus, men flera är under utveckling. Det finns heller inga läkemedel tillgängliga som kan bota eller förkorta en pågående virusinfektion. Att skydda djuren från att drabbas av infektionen är svårt eftersom de då måste skyddas mot knott. Sverige är fritt från knott under vinterhalvåret, från november till april. Utrotning av knott är inte möjligt. För närvarande finns bara alternativet att försöka behandla djuren med insektsdödande medel. Djur som haft sjukdomen tidigare har sannolikt ett visst skydd mot nya infektioner.

## Kartläggning i Sverige
Svenska djurhälsovården har, efter det ökade antalet smittade får, öppnat upp en webbaserad enkät för fårägare. I denna enkät kan man finna frågor om sjukdomsförekomst, dödsfall och problem med dräktighet. Syftet är att genom en egenkontroll kunna kartlägga Schmallenbergvirusets utbredning i landet.